# 錢巴拉區
錢巴拉區（西班牙語：Distrito de Chambara），是秘魯的一個區，位於該國中部胡寧大區的康塞普西翁省，始建於1941年11月28日，面積103.27平方公里，海拔高度3,593米，2005年人口3,257，人口密度每平方公里32人。